# Know Hope
Albums de The Color Morale
My Devil in Your Eyes
(2011) Hold On Pain Ends
(2014)
Singles
1. Learned Behavior
Sortie : 1er février 2013
2. Strange Comfort
Sortie : 7 mars 2013

Know Hope est le troisième album du groupe américain The Color Morale, sorti en 2013.

## Liste des chansons
| Know Hope | Know Hope                   | Know Hope | Know Hope | Know Hope | Know Hope | Know Hope | Know Hope | Know Hope | Know Hope |
| No        | Titre                       | Durée     |           |           |           |           |           |           |           |
| --------- | --------------------------- | --------- | --------- | --------- | --------- | --------- | --------- | --------- | --------- |
| 1.        | Burn Victims                | 3:39      |           |           |           |           |           |           |           |
| 2.        | Smoke and Mirrors           | 3:41      |           |           |           |           |           |           |           |
| 3.        | Learned Behavior            | 3:57      |           |           |           |           |           |           |           |
| 4.        | Living Breathing Something" | 3:06      |           |           |           |           |           |           |           |
| 5.        | Strange Comfort             | 3:53      |           |           |           |           |           |           |           |
| 6.        | In Light In Me              | 3:42      |           |           |           |           |           |           |           |
| 7.        | Silver Lining               | 2:59      |           |           |           |           |           |           |           |
| 8.        | Steadfast                   | 4:54      |           |           |           |           |           |           |           |
| 9.        | Hole Hearted                | 3:37      |           |           |           |           |           |           |           |
| 10.       | Saviorself                  | 5:05      |           |           |           |           |           |           |           |
| 11.       | Have.Will                   | 4:17      |           |           |           |           |           |           |           |
| 12.       | Never Enders                | 3:33      |           |           |           |           |           |           |           |
| 46:26     |                             |           |           |           |           |           |           |           |           |